# Юнъяха (приток Лонготъёгана)
Юнъяха (устар. Юн-Яха) — река в Приуральском районе Ямало-Ненецкого АО. Устье реки находится в 60 км от устья Лонготъёгана по левому берегу. Длина реки — 56 км.

## Данные водного реестра
По данным государственного водного реестра России относится к Нижнеобскому бассейновому округу, водохозяйственный участок реки — Обь от города Салехард и до устья, речной подбассейн реки — бассейны притоков Оби ниже впадения Северной Сосьвы. Речной бассейн реки — (Нижняя) Обь от впадения Иртыша.
Код объекта в государственном водном реестре — 15020300212115300034005.